# Ewen Fernandez
Ewen Fernandez (Saint-Lô, 17 februari 1989) is een Frans oud-inline-skater en oud-langebaanschaatser.

## Biografie
In 2010 werd Fernandez tijdens het EK Inline-skaten Europees kampioen op de baan, aflossing.
In 2011 werd Fernandez nationaal kampioen skeeleren op de weg, afvalkoers. Tevens werd hij tijdens het EK Inline-skaten in Heerde datzelfde jaar Europees kampioen op de baan, aflossing. Ook won hij eind september 2011 de 38e BMW Berlin Marathon. Na die overwinning stapte Fernandez, inmiddels 21 jaar, over op het langebaanschaatsen en verhuisde hij naar Inzell, om mee te trainen bij de KIA Speed Skating Academy van SportNavigator.nl.
Het seizoen 2011-2012 begon zeer goed voor Fernandez. In Tsjeljabinsk reed hij een persoonlijk record van 6.32,16 waardoor hij de World Cup-limiet voor de 10 kilometer had behaald en daardoor in Heerenveen op de 10 kilometer mocht starten.
Op 25 november 2012 werd hij in Kolomna op het onderdeel massastart bij de wereldbekerwedstrijden tweede achter Jorrit Bergsma, maar voor landgenoot Alexis Contin.
Voor seizoen 2013/2014 maakt Fernandez de overstap naar het schaatsteam van Bart Veldkamp. In 2015 nam Fernandez afscheid van de schaatssport. Hij bleef wel inlineskaten, want hij won bijvoorbeeld in 2017 nog de halve marathon van Berlijn.

## Persoonlijke records
| Afstand     | Tijd     | Datum            | Baan           |
| ----------- | -------- | ---------------- | -------------- |
| 500 meter   | 37,30    | 2 november 2013  | Calgary        |
| 1000 meter  | 1.12,33  | 27 oktober 2012  | Inzell         |
| 1500 meter  | 1.47,45  | 15 november 2013 | Salt Lake City |
| 3000 meter  | 3.46,71  | 2 november 2013  | Calgary        |
| 5000 meter  | 6.21,43  | 17 november 2013 | Salt Lake City |
| 10000 meter | 13.55,08 | 3 december 2011  | Heerenveen     |

## Resultaten
| Jaar | EK Allround             | Olympische Spelen                    | WK afstanden | Wereldbeker                       |
| ---- | ----------------------- | ------------------------------------ | ------------ | --------------------------------- |
| 2012 |                         |                                      | 19e 5000m    | 23e 5/10k 0p massastart           |
| 2013 |                         |                                      |              | 0p 1500m 28e 5/10k 12e massastart |
| 2014 | NC23 (23e, 19e, 23e, -) | 40e 1500m 18e 5000m 8e achtervolging |              |                                   |